# Остана
Остана (італ. Ostana, п'єм. Ostan-a) — муніципалітет в Італії, у регіоні П'ємонт,  провінція Кунео.
Остана розташована на відстані близько 530 км на північний захід від Рима, 60 км на південний захід від Турина, 50 км на північний захід від Кунео.
Населення — 78 осіб (2014).

## Демографія
Населення за роками:

Станом на 1 січня 2023 року в муніципалітеті офіційно проживало 13 іноземців з 5 країн, серед них 5 громадян країн Євросоюзу.

## Сусідні муніципалітети
- Баньйоло-П'ємонте
- Бардже
- Криссоло
- Ончино
- Паезана